# Djävul i siden
Djävul i siden (Teufel in Seide) är en västtysk romantisk dramafilm från 1956 i regi av Rolf Hansen. Den bygger på romanen Der Teufel nebenan av Gina Kaus.

## Handling
Kompositören Thomas Ritter gifter sig med förläggaren Melanie. När hon börjar uppvisa ett alltmer svartsjukt och kontrollerande beteende inleder Thomas en affär med sekreteraren Sabine vilket får Melanie att begå en drastisk handling.

## Rollista
- Curd Jürgens – Thomas Ritter
- Lilli Palmer – Melanie
- Winnie Markus – Sabine
- Adelheid Seeck – Sylvia Angermann
- Hans Nielsen – Dr. Zacharias
- Wolfgang Büttner – Dr. Hess
- Paul Bildt – Dr. Heinsheimer